# Каваљо-Споча
Каваљо-Споча (итал. Cavaglio-Spoccia) је насеље у Италији у округу Вербано-Кузио-Осола, региону Пијемонт.
Према процени из 2011. у насељу је живело 309 становника. Насеље се налази на надморској висини од 685 м.

## Становништво
| 1936. | 1951. | 1961. | 1971. | 1981. | 1991. | 2001. | 2011. |
| ----- | ----- | ----- | ----- | ----- | ----- | ----- | ----- |
| 709   | 605   | 522   | 418   | 371   | 320   | 309   | 255   |